# String of pain
『String of pain』（ストリング・オブ・ペイン）は、柿原徹也の楽曲。デビューシングルとして2013年2月6日にKiramuneから発売された。

## 概要
表題曲「String of pain」は、困難でもあきらめないことを歌った曲で、テレビアニメ『八犬伝―東方八犬異聞―』のエンディングテーマに起用された。そのため柿原は、同作品の魅力を伝えるような感じで歌ったという。販売形態は通常盤のみで、ディスクジャケットにはキャラクターデザイナー加藤裕美による犬塚信乃のイラストが描かれている。なお内容は、ビートとシンセサイザーを駆使したセルドヴェラー風のデジタルロックに仕上がっている。

## 収録曲
1. String of pain
作詞：こだまさおり、作曲・編曲：R・O・N
テレビアニメ『八犬伝―東方八犬異聞―』エンディングテーマ
2. 運命の引力 [5:11][1]
作詞：Satomi、作曲：Kohei by SIMONSAYZ、編曲：宮崎誠
月の光に照らされて桜吹雪が舞う光景を描いた幻想的なバラードソング[7]。
3. String of pain（Off Vocal）
4. 運命の引力（Off Vocal）